# Campionato Sammarinese 2004-2005

## Fase a gironi

### Girone A
|  |    | Classifica 2004-05 | Pt | G  | V  | N | P  | GF | GS | DR  |
|  | -- | ------------------ | -- | -- | -- | - | -- | -- | -- | --- |
|  | 1. | Tre Penne          | 44 | 20 | 14 | 2 | 4  | 43 | 23 | +20 |
|  | 2. | Murata             | 39 | 20 | 11 | 6 | 3  | 39 | 23 | +16 |
|  | 3. | Tre Fiori          | 34 | 20 | 10 | 4 | 6  | 38 | 24 | +14 |
|  | 4. | Pennarossa         | 34 | 20 | 9  | 7 | 4  | 40 | 26 | +14 |
|  | 5. | La Fiorita         | 25 | 20 | 6  | 7 | 7  | 27 | 28 | -1  |
|  | 6. | Cailungo           | 17 | 20 | 4  | 5 | 11 | 26 | 40 | -14 |
|  | 7. | Cosmos             | 5  | 20 | 1  | 2 | 17 | 16 | 71 | -65 |

### Girone B
|  |    | Classifica 2004-05 | Pt | G  | V  | N | P  | GF | GS | DR  |
|  | -- | ------------------ | -- | -- | -- | - | -- | -- | -- | --- |
|  | 1. | Libertas           | 48 | 21 | 15 | 3 | 3  | 46 | 22 | +24 |
|  | 2. | Domagnano          | 40 | 21 | 11 | 7 | 3  | 50 | 25 | +25 |
|  | 3. | Virtus             | 37 | 21 | 11 | 4 | 6  | 37 | 22 | +15 |
|  | 4. | Faetano            | 33 | 21 | 9  | 6 | 6  | 42 | 27 | +15 |
|  | 5. | Juvenes/Dogana     | 33 | 21 | 9  | 6 | 6  | 35 | 22 | +13 |
|  | 6. | Folgore            | 18 | 21 | 4  | 6 | 11 | 26 | 40 | -14 |
|  | 7. | Montevito          | 15 | 21 | 3  | 6 | 12 | 22 | 40 | -18 |
|  | 8. | San Giovanni       | 4  | 21 | 1  | 1 | 19 | 16 | 69 | -53 |

## Play-off
Ai play-off si qualificano le prime tre squadre di ogni girone.
- Primo Turno

Si affrontano le seconde e le terze classificate dei due gironi
 Murata- Virtus 1-2 dts
 Domagnano- Tre Fiori 3-2
- Secondo Turno

Si affrontano le vincitrici dei due gironi con le vincenti del primo turno
 Domagnano- Tre Penne 1-1 rig.: 5-4
 Libertas- Virtus 1-0 dts
- Terzo Turno

Si affrontano i perdenti del primo turno contro i perdenti del secondo. Gli sconfitti vengono eliminati
 Tre Penne- Murata 1-7
 Virtus- Tre Fiori 2-0 dts
- Quarto Turno

Si affrontano le vincenti del secondo turno. Chi vince approda in finale, chi perde in semifinale
 Domagnano- Libertas 3-0 dts
Si affrontano le vincenti del terzo turno. Chi vince approda in semifinale, chi perde viene eliminato
 Virtus- Murata 0-1
- Semifinale

 Libertas- Murata 1-1 rig.: 2-3
- Finale

 Domagnano- Murata 2-1